# Smicorhina sayi
Smicorhina sayi är en skalbaggsart som beskrevs av John Obadiah Westwood 1847. Smicorhina sayi ingår i släktet Smicorhina och familjen Cetoniidae. Inga underarter finns listade i Catalogue of Life.